# Stosunki Turcji z Unią Europejską

Turcja i UE na mapie

Proces akcesyjny Turcji – proces negocjacyjny w sprawie przystąpienia Turcji do Unii Europejskiej formalnie rozpoczął się wraz ze złożeniem przez ten kraj oficjalnej aplikacji, 14 kwietnia 1987. Jednak już wcześniej, w porozumieniu ankarskim z roku 1963, UE (wówczas Europejska Wspólnota Gospodarcza) przyznała Turcji status członka stowarzyszonego (ang. Associate Member), co ukazuje długie i ścisłe kontakty ekonomiczne tego kraju z Unią Europejską.
Szczyt luksemburski w 1997 roku zablokował drogę Turcji do UE. Jednak szczyt Rady Europejskiej w Helsinkach 1999 uznał Turcję za oficjalnego kandydata do przystąpienia, unieważniając wcześniejsze postanowienie. Tureckie negocjacje z Unią Europejską rozpoczęły się 3 października 2005.

## Kontrowersje
Przystąpienie Turcji do Unii Europejskiej wzbudza wiele kontrowersji w krajach Unii i jest jedną z częściej podnoszonych kwestii. Główne argumenty przeciwko przystąpieniu:
- Tylko 3% powierzchni tego kraju leży w geograficznie definiowanej Europie
- Spodziewana fala migracji i utrata „europejskich” miejsc pracy na rzecz Turków[1]
- Kontrowersje budzi również polityka Turcji wobec Kurdów[2] oraz kwestia Cypru Północnego
- Nieuznawanie ludobójstwa popełnionego przez Turcję na początku XX wieku na ludności ormiańskiej
- Silne tendencje autorytarne prezydenta Erdoğana[3]